# Megabalanus seguenzai
Megabalanus seguenzai is een zeepokkensoort uit de familie van de Balanidae. De wetenschappelijke naam van de soort is voor het eerst geldig gepubliceerd in 1895 door de Alessandri.